# Hans Hermann Behr
Hans Hermann Behr, född 18 augusti 1818 i Köthen (Anhalt), död 6 mars 1904 i San Francisco, var en tysk läkare och forskare inom botanik, antropologi och entomologi.
Behr studerade medicin och biologi i Halle an der Saale och Berlin. Han flyttade 1844 till Australien för att studera ursprungsbefolkningens språk och seder. Samtidig samlade han flera dittills okända insekter och växter som senare beskrevs av honom själv eller av andra vetenskapsmän. Behr hade en långvarig vänskap med Ferdinand von Mueller. Efter ett kort besök i Tyskland kom Behr till Kalifornien. I Kalifornien fortsatte Behr samla okända organismer.
Mellan 1862 och 1904 var Behr med vissa pauser kurator för California Academy of Sciences.
Behria tenuiflora, en växt i familjen sparrisväxter är uppkallad efter honom men senare infogades arten i släktet Bessera.